# Strzałka czasu
Strzałka czasu (ang. arrow of time) – oznacza kierunek upływu czasu. Pojęcie wprowadzone i spopularyzowane w roku 1927 przez brytyjskiego astrofizyka Arthura Eddingtona, autora książki "The Nature of the Physical World", która została opublikowana rok później.
Czas płynie zawsze w kierunku od przeszłości do przyszłości, a nigdy odwrotnie, czyli jest jednokierunkowy, asymetryczny i nieodwracalny. Czas można podzielić na przeszłość, teraźniejszość i przyszłość. Ukierunkowanie odróżnia czas od jednowymiarowej przestrzeni.
| Strzałka czasu | Strzałka czasu | Strzałka czasu |
| -------------- | -------------- | -------------- |
|                |                |                |
| przeszłość     | teraźniejszość | przyszłość     |

## Procesy odwracalne i nieodwracalne
Ze względu na odbicie w czasie wyróżnia się dwa rodzaje procesów fizycznych:
- procesy odwracalne (symetryczne czasowo)
- procesy nieodwracalne (niesymetryczne czasowo)

### Procesy odwracalne
Koncepcja idealistyczna – istnieje możliwość powrotu do stanu poprzedniego wszystkich części, z których składa się dany system np. podczas procesów cyklicznych. Procesami odwracalnymi w tym sensie byłyby zjawiska zachodzące w skali mikroskopowej opisane równaniami ruchu znanymi z dynamiki, które są symetryczne względem parametru czasu.
Przykładem tak pojętych procesów odwracalnych byłby np. ruch wahadła, a także ruch Ziemi dookoła Słońca i Księżyca wokół Ziemi.

### Procesy nieodwracalne
Koncepcja realistyczna – procesy przebiegają jednokierunkowo (zgodnie ze strzałką czasu). Podczas ewolucji systemu zachodzą dynamiczne, nieodwracalne procesy, w których nie powtarza się stan układu, a tym samym nie istnieje możliwość powrotu do stanu z przeszłości.
Przykładami układów, w których zachodzą procesy nieodwracalne, są układy termodynamicznie otwarte niebędące w równowadze z otoczeniem.
Prawa fizyczne opisujące zachowanie się mikroskopowych elementów układu nie wykluczają przebiegu zjawisk w odwrotną stronę, co odpowiadałoby opisowi zmian podobnych do odwrócenia czasu, ale prawa statystyczne wskazują, że takie stany są nieprawdopodobne, co oznacza, że nie mogą wystąpić jako stan rozwoju układu. Jak do tej pory nie zaobserwowano w naturze procesów odwrotnych, tzn. prawdopodobieństwo odwrotnego zjawiska jest zaniedbywalnie małe, a więc zjawisko takie jest praktycznie niemożliwe, albowiem podczas procesów nieodwracalnych dochodzi do rozproszenia energii w postaci ruchów termicznych wielu cząsteczek. Proces odwrotny mógłby zajść jedynie przy ponownym skupieniu się rozproszonej energii, co wymagałoby synchronizacji drgań trylionów cząsteczek.
Przykłady procesów nieodwracalnych:

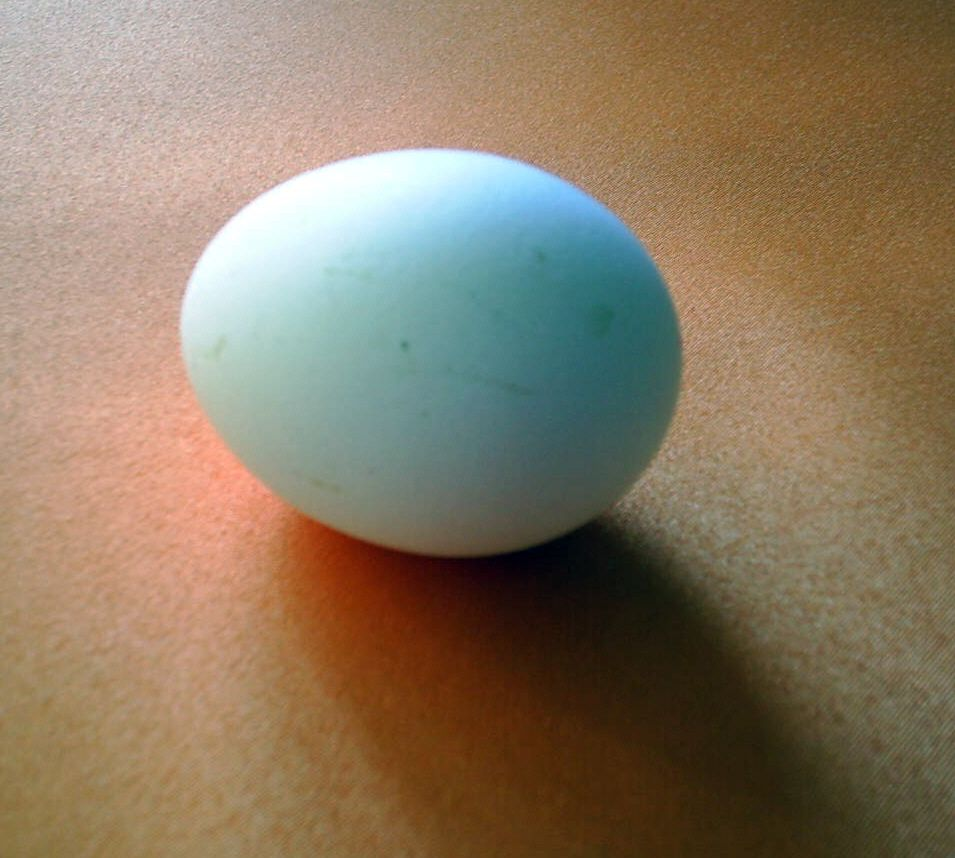
Wytworzenie jajka
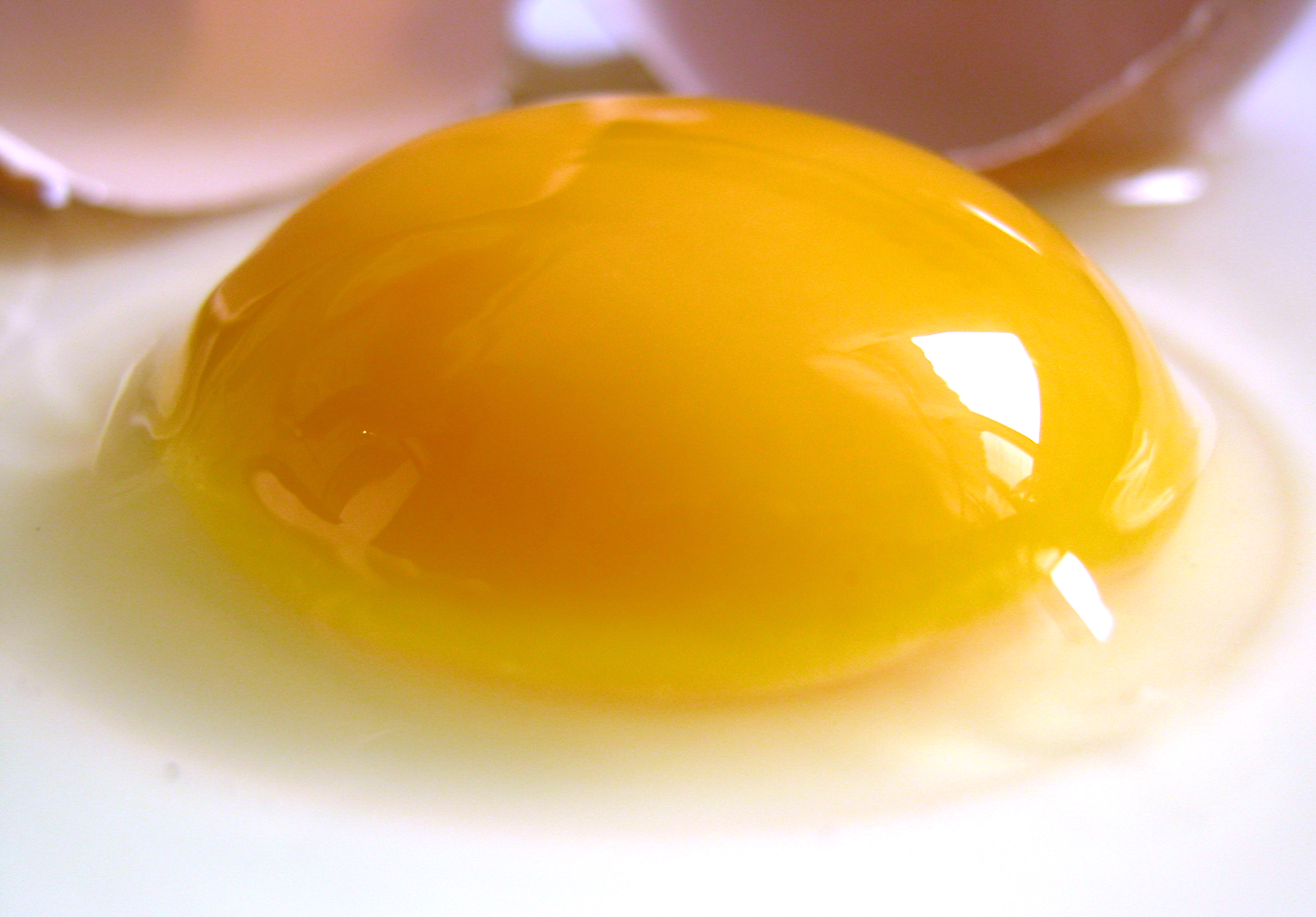
Wybicie jajka ze skorupki
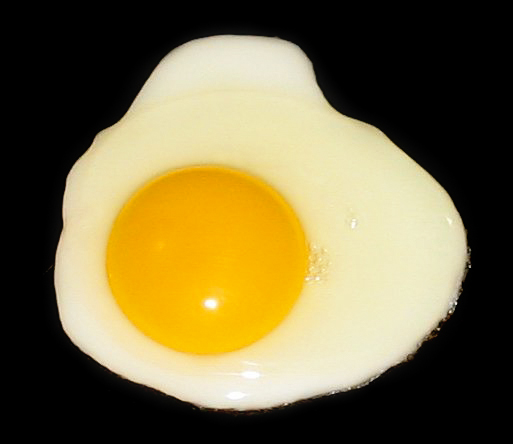
Smażenie jajek

## Rodzaje strzałek czasu
Wyróżnia się m.in. następujące strzałki czasu:
- termodynamiczną,
- radiacyjną,
- kosmologiczną,
- związaną z łamaniem symetrii CP,
- kwantową,
- przyczynową,
- psychologiczną,
- biologiczną,
- socjologiczną.

### Kosmologiczna strzałka czasu
Określa kierunek czasowy od Wielkiego Wybuchu (Big Bang) w stronę przyszłości jako ciągłe rozszerzanie się Wszechświata (nazywane też ekspansją Wszechświata), czyli nieustannym oddalaniem się od siebie galaktyk. Rozszerzanie to, niezależne od kierunku obserwacji kosmosu, zostało empirycznie potwierdzone przez Edwina Hubble'a w 1929. W 1922 rosyjski fizyk i matematyk Aleksander Friedmann znalazł rozwiązania równań Einsteina, uwzględniające ekspansję.
Kosmologiczna strzałka czasu jest przykładem koncepcji realistycznej. Wszystkie inne w sposób bezpośredni lub pośredni są od niej uzależnione, jako że wszyscy i wszystko stanowią część Wszechświata.
Zdaniem fizyków grawitacyjny kolaps mógłby spowodować odwrócenie tej strzałki, inni twierdzą, że w skali kosmicznej strzałka czasu zmierza ku śmierci cieplnej Wszechświata i bliżej nieokreślonemu rozproszeniu energii (Big Chill). Hipoteza ta opiera się na założeniu, że entropia Wszechświata stale rośnie, albowiem w procesie ewolucji układy prostsze przechodzą w formy bardziej złożone i wysoko zorganizowane w wyniku przemian odbywających się kosztem wzrostu entropii otoczenia, jakkolwiek entropia Wszechświata składającego się już tylko z samych protonów byłaby bardzo niska, co jest sprzeczne z prawami termodynamiki.
Istnieje wiele innych hipotez próbujących wyjaśnić początki Wszechświata. Australijski filozof Huw Price sugeruje, że w swych początkach Wszechświat charakteryzował się bardzo małą entropią. Podobnego zdania jest Alan Guth, który zaproponował hipotezę inflacji kosmologicznej, ale opis ten wymyślił w rzeczywistości Einstein dodając na początku lat dwudziestych znak minus do równania stanu.
| Kosmologiczna strzałka czasu | Kosmologiczna strzałka czasu | Kosmologiczna strzałka czasu |
| ---------------------------- | ---------------------------- | ---------------------------- |
|                              |                              |                              |
| Entropia = 0                 | ekspansja                    | Entropia = maksimum          |

### Termodynamiczna strzałka czasu
Termodynamiczna strzałka czasu jest związana z drugą zasadą termodynamiki a ta z pojęciem entropii, stąd czasami nazywana entropijną strzałką czasu. Entropia stanowi łącznik między zasadami termodynamiki (opis makroskopowy) a światem mikroskopowym opisywanym przez fizykę statystyczną. Według drugiej zasady termodynamiki podczas procesu zachodzącego w układzie termodynamicznie izolowanym entropia nie maleje. Jeśli zjawisko przebiega w układzie nieizolowanym, to łączna entropia układu i otoczenia nie maleje. W 1877 Ludwig Boltzmann uzasadnił drugą zasadę termodynamiki opierając się o fizykę statystyczną, określając entropię jako funkcję prawdopodobieństwa stanu materii – stan bardziej prawdopodobny, to stan o większej entropii. Jest to równoważne stwierdzeniu, że entropia zależy w sposób rosnący od liczby kombinacji statystycznych, na jakie może zostać zrealizowany dany makrostan. Jest to równoznaczne temu, że w przyrodzie realizowany jest najbardziej prawdopodobny z makrostanów.
| Termodynamiczna strzałka czasu | Termodynamiczna strzałka czasu | Termodynamiczna strzałka czasu |
| ------------------------------ | ------------------------------ | ------------------------------ |
|                                |                                |                                |
| porządek                       | entropia wzrasta               | chaos                          |

### Radiacyjna strzałka czasu
Opis czasu z zastosowaniem zjawisk falowych, np. fal elektromagnetycznych, fal radiowych, dźwiękowych i fal mechanicznych powstałych na powierzchni wody po wrzuceniu kamienia do stawu. Takie zaburzenia rozchodzą się zawsze od źródła, dla źródła będącego punktem jako fale kuliste albo koliste, gdy zjawisko jest powierzchniowe, zaś zmiany parametrów fali można interpretować jako upływ czasu. Równania ruchu są symetryczne względem zmiennej czasowej i np. równania Maxwella dopuszczają istnienie fal biegnących od źródła, ale wstecz w czasie.
Czasami ta strzałka jest nazywana elektromagnetyczną strzałką czasu.
| Radiacyjna strzałka czasu | Radiacyjna strzałka czasu | Radiacyjna strzałka czasu |
| ------------------------- | ------------------------- | ------------------------- |
|                           |                           |                           |
| źródło fal                | rozchodzenie się          | otoczenie                 |

### Strzałka związana z łamaniem symetrii CP
W fizyce cząstek elementarnych wszystkie procesy zachowują symetrię CPT. Stwierdzono łamanie symetrii CP, co implikuje łamanie symetrii T. Jest to więc kolejny proces asymetryczny czasowo. Mimo to amerykański fizyk teoretyczny Sean M. Carroll jest przeciwny nazywaniu tego efektu „strzałką czasu”. Jest on dużo słabszy od strzałki entropijnej i prawdopodobnie nie jest z nią związany .

### Kwantowa strzałka czasu
Przedstawia interpretację strzałki czasu według fizyki kwantowej, w oparciu o następujące założenia:
- czasowo symetryczne równanie Schrödingera,
- nieodwracalny w czasie kolaps (redukcja) pakietu falowego, który na poziomie mikroskopowym nie zmienia entropii,
- twierdzenie Leonida Mandelstama i Igora Tamma, że nie jest możliwe, z dowolną dokładnością, jednoczesne wyznaczenie czasu istnienia nietrwałej cząstki i energii stowarzyszonej z nią fali de Broglie'a, a więc (jakby to wynikało z zasady nieoznaczoności) strzałka czasu nie jest określona dla pojedynczej cząstki, lecz jest wielkością statystyczną.

Teoria względności Alberta Einsteina nie odwołuje się do jednego i absolutnego czasu, lecz uwzględnia taką samą prędkość światła we wszystkich inercjalnych układach odniesienia poruszających się względem siebie jednostajnie. Równoczesność zdarzeń jest względna i zależna od układu odniesienia, ale nie zmienia kierunku upływu czasu.
Niektórzy fizycy sugerują, że na poziomie fundamentalnym nie ma czasu, ani przestrzeni. Twierdzą, że rozróżnienie na czas i przestrzeń dotyczy świata makroskopowego i pojawia się dopiero na wyższych poziomach złożoności, które powstały w procesie ewolucji z układów prostszych kosztem entropii Wszechświata. To rozróżnienie wprowadza także brak symetrii do metryki czasoprzestrzennej.
Hipoteza opiera się na założeniu, że na poziomie zderzających się cząstek strzałka czasu może wskazywać w dowolnym kierunku, a prawa fizyczne pozostaną zachowane, co wynika z symetrii równań. Jedynym problemem jest konstrukcja odpowiednio prostego "zegara", który odróżniałby kolejne stany i umożliwił pomiar czasu. Takim zegarem wydaje się być jedynie symetria sytuacji, nie do powtórzenia przez skomplikowane struktury jak organizmy żywe i gwiazdy, w których stan początkowy różni się od końcowego, a nie zależy jedynie od własności statystycznych układu cząstek – punktów.
Do tej pory fizykom nie udało się stworzyć tak zwanej Teorii Wszystkiego (Theory of Everything), czyli kwantowej teorii grawitacji, która łączyłaby w sobie: oddziaływania elektromagnetyczne, słabe i silne oddziaływania jądrowe oraz grawitacyjne z fizyką kwantową i ogólną teorią względności, a ponadto uwzględniała jeszcze pojęcia czasu i przestrzeni, co nie wydaje się zresztą celem ich działalności, bo liczba nośników oddziaływań nie zmniejsza się wraz z udoskonalaniem teorii.
Inni fizycy uważają, że właśnie na poziomie kwantowym tkwi podstawa procesów, które ujawniają się jako termodynamiczna strzałka czasu. Stało się tak głównie za sprawą kaonów, które zostały odkryte w 1947. Kaony są cząstkami subatomowymi i mogą być elektrycznie obojętne, naładowane dodatnio lub ujemnie. Powstają w zderzeniach protonów i neutronów w ułamku nanosekundy, istnieją kilka nanosekund, po czym rozpadają się na piony, przy czym proces ich rozpadu trwa całą nanosekundę, a więc jest znacznie dłuższy w czasie od procesu powstawania. Kaony wydają się łamać źle pojęta zasadę odwracalności w czasie, albowiem procesy powstawania i rozpadu kaonów nie stanowią swoich odwrotności w czasie. Jakkolwiek istotą zarówno tego doświadczenia, jak i doświadczenia Wu, z rozpadem jądra kobaltu w jednorodnym polu magnetycznym, jest rozpad cząstki, czyli oddziaływanie słabe. Te reakcje nie będą nigdy symetryczne ze względu na odwrócenie kierunku upływu czasu, nawet wtedy, gdy czasy powstania i rozpadu cząstki byłyby takie same, gdyż stan początkowy różni się od końcowego (są to zupełnie inne cząstki!).
Powstawanie kaonów (ułamek nanosekundy)

Rozpad kaonów (cała nanosekunda)

W 1970 fizyk Juwal Ne’eman postawił hipotezę, że "kierunek czasu odczuwany przez kaony jest bezpośrednio związany z ruchem kosmologicznym. Dlatego gdyby Wszechświat się kurczył, a nie rozszerzał, czasowa asymetria miałaby przeciwny kierunek, a materia we Wszechświecie kurczącym się jest identyczna jak antymateria we Wszechświecie rozszerzającym się".
Obecnie naukowcy zajmują się badaniem naruszenia symetrii względem odwrócenia czasu przez kaony, aby potwierdzić lub wykluczyć tezę mówiącą, że neutrony, z których zbudowana jest zwykła materia, mają wewnętrzne poczucie kierunku upływu czasu. Neutrony poza jadrem atomowym, w którym istnieją tak długo jak samo jądro, rozpadają się po 915 sekundach. Odwrócenie w czasie tego procesu fizycznego byłoby równoznaczne z samorzutnym tworzeniem się neutronów z protonów.

### Przyczynowa strzałka czasu
Wskazuje, że przyczyny poprzedzają efekty, czyli że przyczyny tkwią zawsze w przeszłości, a dopiero potem następują skutki, których jesteśmy świadkami. Interpretując w inny sposób można powiedzieć, że stany początkowe są zawsze bardziej uporządkowane niż stany końcowe (chaotyczne), na przykład: rozbita szklanka.
| Przyczynowa strzałka czasu | Przyczynowa strzałka czasu | Przyczynowa strzałka czasu |
| -------------------------- | -------------------------- | -------------------------- |
|                            |                            |                            |
| przyczyny                  |                            | skutki                     |

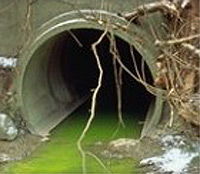
Ścieki chemiczne (przyczyny)
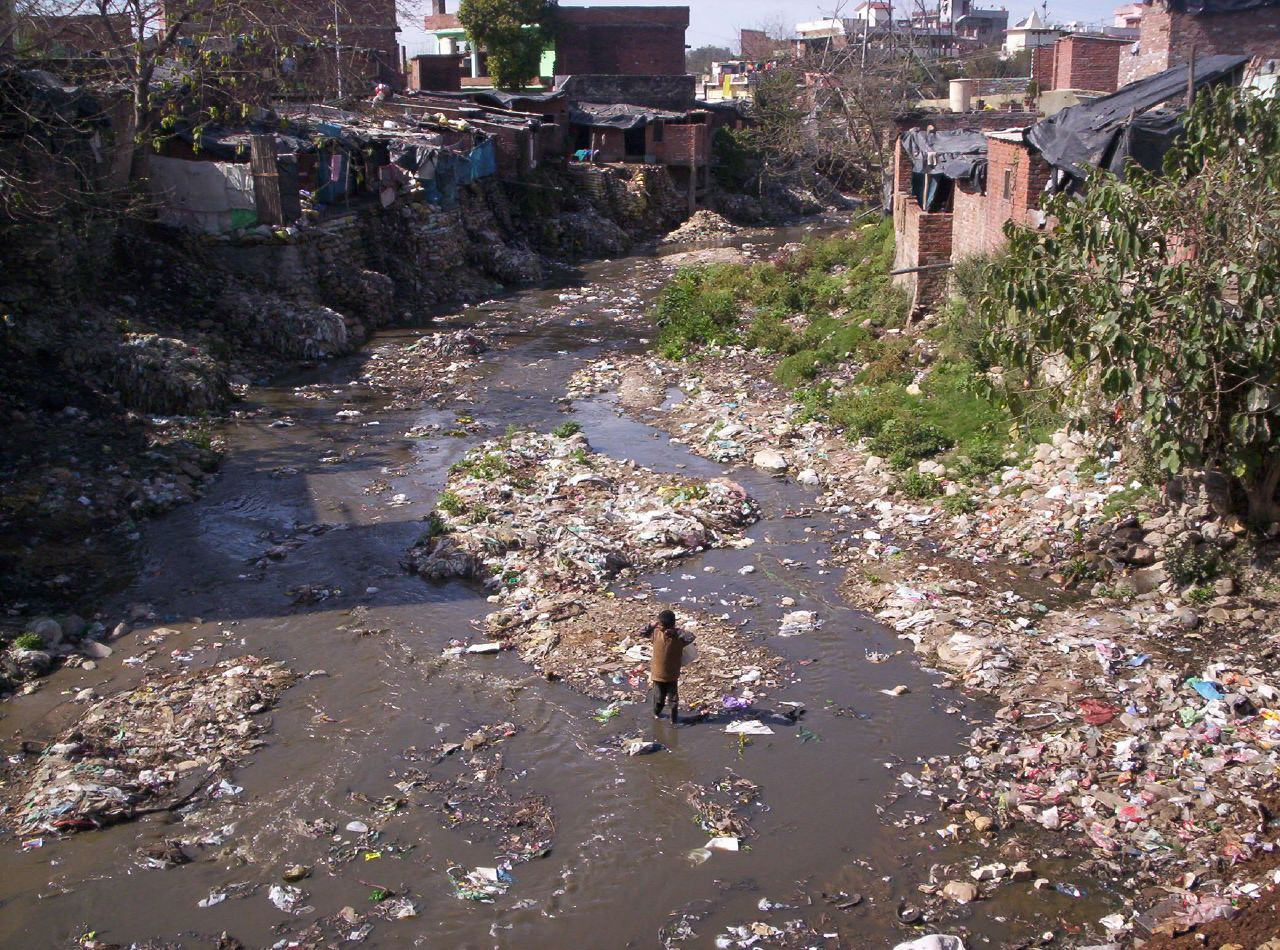
Odpady i śmieci (przyczyny)
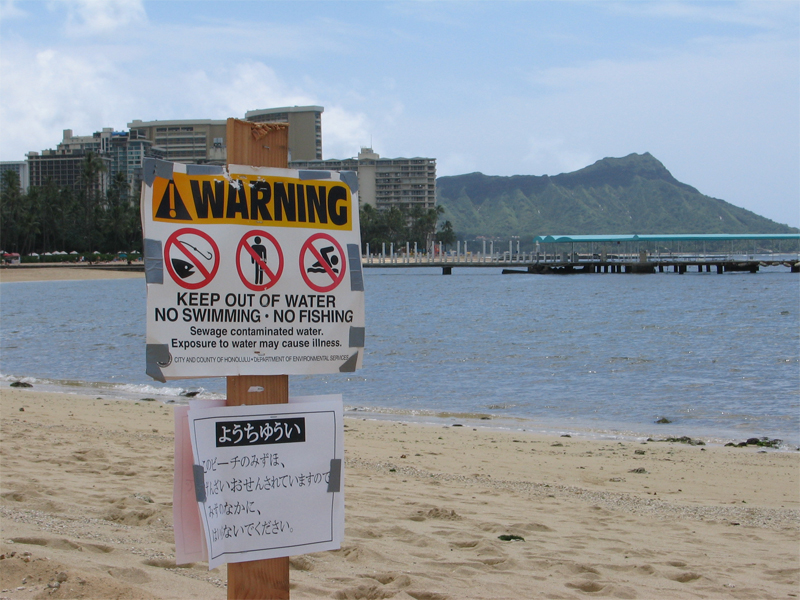
Zakaz kąpieli (skutki)
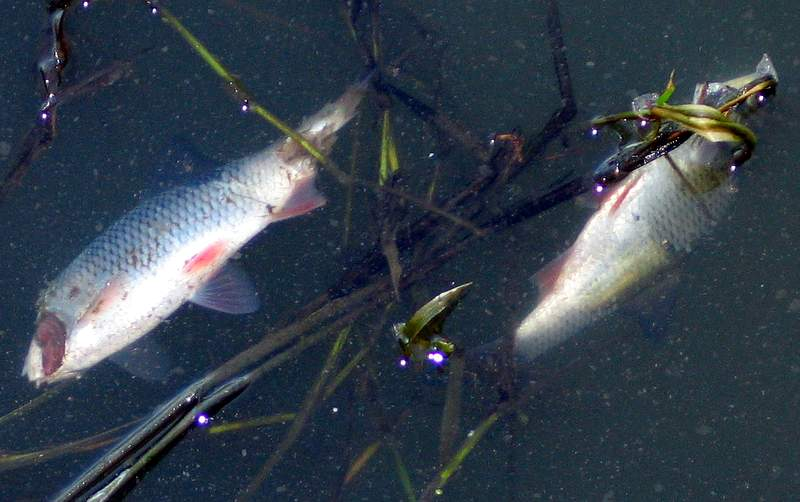
Śnięte ryby (skutki)

### Psychologiczna strzałka czasu
Tkwi w każdym człowieku i ma postać pamięci. Pamięć rejestruje, przechowuje i przywołuje informacje z przeszłości, a więc porządkuje zdarzenia w życiu człowieka oraz wyznacza przedziały czasowe między nimi a także kieruje świadomością. Ludzka pamięć nie ma zdolności rejestrowania tego, co dopiero ma się wydarzyć w przyszłości jako faktów. Percepcja czasu jest jednokierunkowa. Realna jest teraźniejszość czyli obecna chwila.
Proces zapamiętywania polega na tworzeniu porządku, czyli zmniejszaniu entropii mózgu kosztem wzrostu entropii otoczenia. Według Rogera Penrose'a przeszłość każdego człowieka jest jednoznacznie określona, natomiast jego przyszłość rozgałęzia się na wiele możliwości.
Stephen Hawking podał argumenty za tym, że psychologiczna strzałka czasu jest wyznaczona przez termodynamiczną, a przy pewnych dodatkowych założeniach jest również zgodna z kosmologiczną strzałką czasu.
| Psychologiczna strzałka czasu | Psychologiczna strzałka czasu | Psychologiczna strzałka czasu |
| ----------------------------- | ----------------------------- | ----------------------------- |
|                               |                               |                               |
| pamięć                        | obecna chwila                 | możliwości                    |

### Biologiczna strzałka czasu
Ilustruje ewolucję żywych organizmów zachodzącą wraz z upływem czasu: od prostych organizmów jednokomórkowych do złożonych, wysoko zorganizowanych organizmów wielokomórkowych.
| Biologiczna strzałka czasu | Biologiczna strzałka czasu | Biologiczna strzałka czasu |
| -------------------------- | -------------------------- | -------------------------- |
|                            |                            |                            |
| proste formy               | ewolucja                   | złożone formy              |

Entropia systemu (żywy organizm + otoczenie) wzrasta w miarę upływu czasu zgodnie z drugą zasadą termodynamiki i jest określana mianem termodynamicznej asymetrii świata.
Ilustracja sprzeczności między drugą zasadą termodynamiki a ewolucją życia na Ziemi
| 2 zasada termodynamiki | 2 zasada termodynamiki | 2 zasada termodynamiki |
| ---------------------- | ---------------------- | ---------------------- |
|                        |                        |                        |
| porządek               | życie                  | chaos                  |

| Ewolucja życia | Ewolucja życia | Ewolucja życia |
| -------------- | -------------- | -------------- |
|                |                |                |
| chaos          | ewolucja       | porządek       |

Fizycy i chemicy dokładnie opracowali mechanizmy funkcjonowania organizmów i opisali biologiczną strzałkę czasu. W pierwszej połowie XX w. funkcjonował pogląd, że organizmy żywe łamią II zasadę termodynamiki dotyczącą wzrostu entropii. Podstawą wyjaśnienia zdolności żywych organizmów będących układami termodynamicznie otwartymi do zwiększania stopnia organizacji i odwracania zmian entropii jest negentropia, pojęcie wprowadzone przez Erwina Schrödingera w książce What is life?. Negatywna entropia (negentropia) odpowiada za pozostawanie żywych organizmów w stanie dalekim od równowagi z otoczeniem i pozwala uniknąć postępu w kierunku chaosu. W stanie równowagi termodynamicznej z otoczeniem dochodzi do śmierci żywego organizmu, gdyż równowaga określa niemożliwość przepływu energii do organizmu żywego, który tę musi stale uzupełniać, ale rozkład nie jest już stanem równowagi termodynamicznej. W przyrodzie występują obok siebie procesy zmierzające w kierunku chaosu, jak i procesy przeciwne – spontanicznego wzrostu i samoporządkowania. Te dwa rodzaje procesów (wzrostu i rozkładu, życia i śmierci) są ze sobą nierozerwalnie połączone.
W publikacji swej Schrödinger nie podaje czym jest negentropia, wyjaśnia to później, ale nie dokładnie, co w dalszym ciągu wywołuje dyskusje. Fizycy interpretując pracę, a także notę do pracy, skłaniają się ku temu, że negentropia to maksymalna energia jaką organizm może przekształcić w pracę zwaną entalpią swobodną lub funkcją Gibbsa, co jest bardzo wątpliwą koncepcją, gdyż ten potencjał termodynamiczny jest różny od zera jedynie wtedy, gdy uwzględnić potencjały chemiczne, czyli przepływ cząstek z układu do układu, co również można zrównoważyć – innymi słowy, jest co najwyżej równy zeru (!).

W opublikowanej w 1982 książce Principles of Biochemistry amerykański biochemik Albert Lehninger argumentuje, że wytwarzaniu porządku w komórkach towarzyszy wzrost nieporządku w otoczeniu, który kompensuje, a nawet przewyższa wzrost porządku w komórkach. Lehninger wyjaśnia 

organizmy żywe utrzymują swój wewnętrzny porządek przez pobieranie z otoczenia energii swobodnej w formie pożywienia lub światła, a oddaje do otoczenia równoważną ilość energii w postaci energii cieplnej wraz z towarzyszącą mu entropią.

Badaniem nieodwracalności i nieliniowości procesów w stanach dalekich od równowagi z otoczeniem zajmował się Ilya Prigogine.

Wzrost i rozwój kwiatów
Wzrost i rozwój pędów
Rozkład owocu
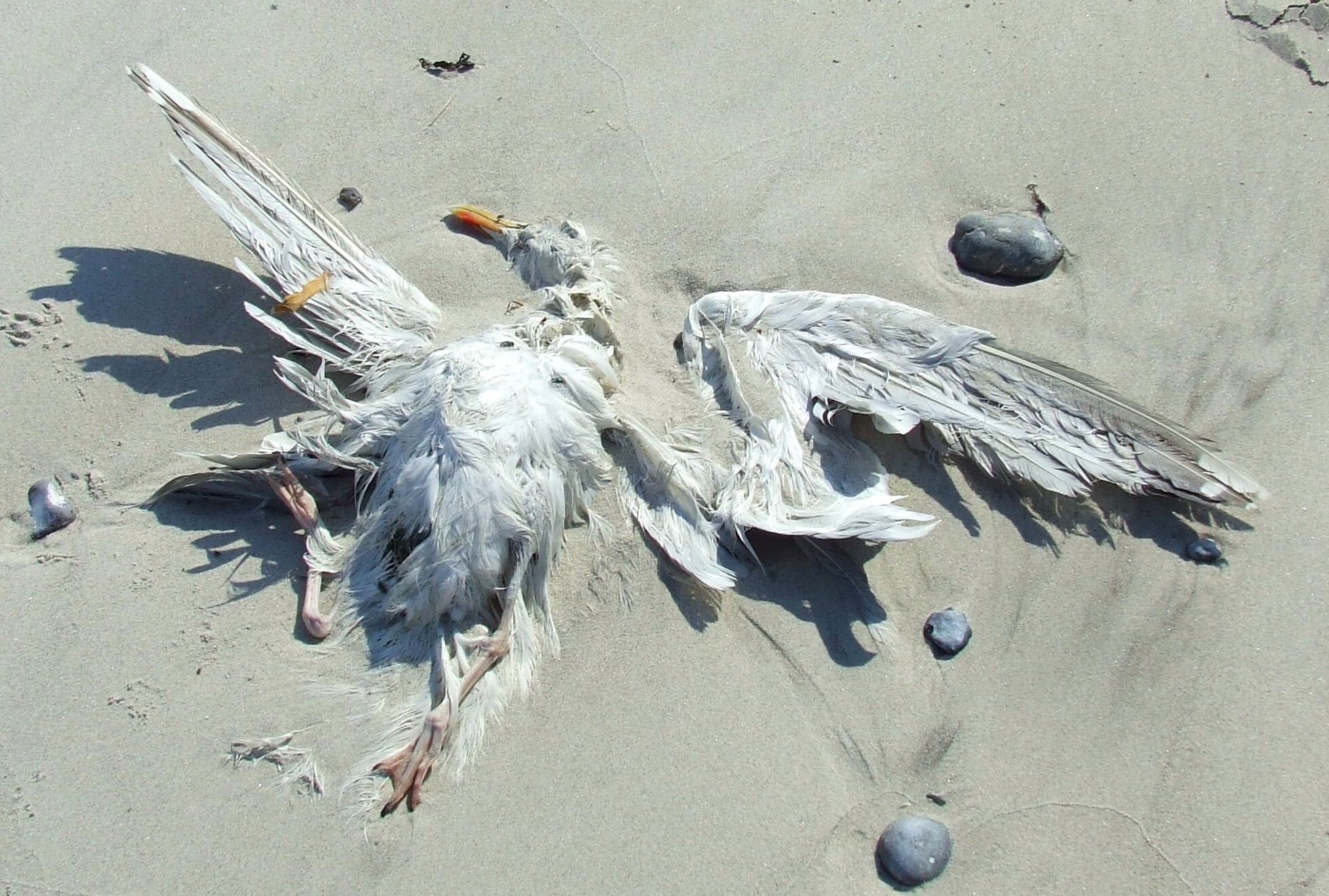
Rozkład martwego ptaka

### Socjologiczna strzałka czasu
Odnosi się do niepowtarzalności ludzkiego działania, unikalności wydarzeń, formowania obyczajów w zależności od czasu i ciągłego zmierzania ludzkości ku nowemu. W związku z powyższym powrót ludzkości na aktualnym etapie rozwoju do epoki kamienia łupanego jest niemożliwy.
| Socjologiczna strzałka czasu | Socjologiczna strzałka czasu | Socjologiczna strzałka czasu |
| ---------------------------- | ---------------------------- | ---------------------------- |
|                              |                              |                              |
| historia                     | aktualność                   | przyszłość                   |